# Оскар Куш
Оскар-Гайнц Куш (нім. Oskar-Heinz Kusch; 6 квітня 1918, Берлін — 12 травня 1944, Кіль) — німецький офіцер-підводник, оберлейтенант-цур-зее крігсмаріне.

## Біографія
У віці 17 років покинув Гітлер'югенд — всього через кілька місяців після того, як його змусили вступити. 3 квітня 1937 року поступив на службу в крігсмаріне. В 1940 році перейшов у підводний флот, до 1943 року служив на човні U-103. З 8 лютого 1943 по 21 січня 1944 року — командир U-154, на якому здійснив 2 походи (189 днів у морі).
26 січня 1944 року Куш був засуджений військовим трибуналом до страти за звинуваченням у «пораженчестві та підбурюванні до бунту», яке подав його колишній 1-й вахтовий офіцер Ульріх Абель. Після першого походу Куш негативно оцінив Абеля і вважав його непридатним для командування. У свою чергу, Абель був незадоволений низькою результативністю і стилем командування Куша, вважаючи його самого непридатним для командування. 25 грудня 1943 року, відразу після повернення з другого походу, Куш дав Абелю «хорошу оцінку» і заявив, що той підходить для навчання на командира човна, при цьому відзначивши, що Абель був «негнучким, жорстким і однобоким офіцером» із «середнім талантом». Така оцінка шокувала і розлютила Абеля і 12 січня 1944 року він подав офіційний рапорт, в якому звинуватив Куша в підбурюванні до бунту, а 25 січня подав ще одну скаргу, звинувативши його ще й в боягузтві. Одним із 11 політичних звинувачень, які висунули проти Куша, був той факт, що він перемістив фотографію Адольфа Гітлера, розміщену на U-154, в «менш помітне місце», і обґрунтував це тим, що на флоті «не займаються ідолопоклонством». Команда Куша виступила на його захист (офіцери виступили проти нього), заявляючи, що Куш просто висловив свою думку офіцерам і посилаючись на його успішну кар'єру. У звинуваченні також фігурували «ліберальні тенденції», пов'язані з виходом з Гітлер'югенду, та «прослуховування іноземних радіостанцій». На захист Куша також встали його колишні командири з U-103 Вернер Вінтер і Густав-Адольф Янссен, а також Вільгельм Франкен. Багатьох розчарувало, що за Куша не заступились Карл Деніц, Ганс-Георг фон Фрідебург і Ебергард Годт. Куш міг подати прохання про помилування, проте вирішив відстоювати свою невинність. 12 травня 1944 року Куш був розстріляний на військовому полігоні в Кілі.
Після війни батько Куша домагався у союзників реабілітації сина. Також за реабілітацію активно виступав Еріх Топп, який відразу ж зіткнувся з активним опором інших видатних підводників — Карла-Фрідріха Мертена і Ганса-Рудольфа Резінга. В 1949 році суддя, який засудив Куша, Карл-Генріх Гагеманн, постав перед судом за звинуваченням у «злочинах проти права», однак в кінці 1950 року був виправданий, оскільки діяв у рамках тодішніх законів. В 1996 році Оскар Куш був остаточно реабілітований.

## Особистість
На думку членів екіпажу U-154, Куш був здібним і ефективним офіцером, а також привабливою, відвертою та інтелігентною особистістю.

## Вшанування пам'яті
У 1998 році на честь Куша була перейменована вулиця біля Кільського каналу (неподалік від місця страти), на якій встановили меморіал на честь Куша та несправедливо засуджених.

## Досягнення
| Дата           | Назва корабля    | Країна | Тип                   | Тоннаж, брт | Конвой | Результат              |
| -------------- | ---------------- | ------ | --------------------- | ----------- | ------ | ---------------------- |
| 28 травня 1943 | Cardinal Gibbons | США    | Торговельний пароплав | 7 191       | BT-14  | Пошкоджений            |
| 28 травня 1943 | Florida          | США    | Танкер-теплохід       | 8 580       | BT-14  | Пошкоджений            |
| 28 травня 1943 | John Worthington | США    | Танкер-пароплав       | 8 166       | BT-14  | Безповоротно втрачений |

## Звання
- Кандидат в офіцери (3 квітня 1937)
- Морський кадет (21 вересня 1937)
- Фенріх-цур-зее (1 травня 1938)
- Обер-фенріх-цур-зее (1 липня 1939)
- Лейтенант-цур-зее (1 серпня 1939)
- Обер-лейтенант-цур-зее (1 вересня 1941)

## Нагороди
- Нагрудний знак підводника (10 листопада 1941)
- Залізний хрест
  - 2-го класу (10 листопада 1941)
  - 1-го класу (22 червня 1942)